# Barbiquell

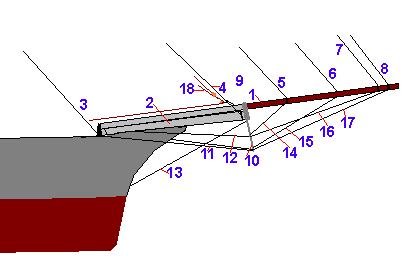
Els noms que reben les diferents parts:1. botaló
2. Bauprés
3. Estay de trinquet
4. Estay de velatxo
5. Nervi de contrafloc
6. Nervi de floc
7. Nervi de petifloc
8. Estay de galop
9. Tamboret de bauprès
10. Moc
11. Mostatxos
12. Vents del botaló
13. Barbiquell

El barbiquell és una peça de l'eixàrcia ferma que uneix el tamboret del bauprès a la roda de proa d’un vaixell. Pot constar d’un element únic o de diverses parts. Generalment acostuma a fabricar-se de cadena o de barra metàl·lica.
La seva funció és ajudar a equilibrar les forces que provoquen els estais de proa sobre el bauprès. Sense el barbiquell el bauprès hauria de suportar esforços de flexió que, amb el barbiquell, es transformen en forces de compressió.

## Exemples reals
A la pràctica el barbiquell pot adoptar diverses configuracions. Si el bauprès té moc, el barbiquell es fixa en un punt proper a la base del moc. Si no hi ha moc el punt d'inserció se situa prop de l'extrem de proa del bauprès.

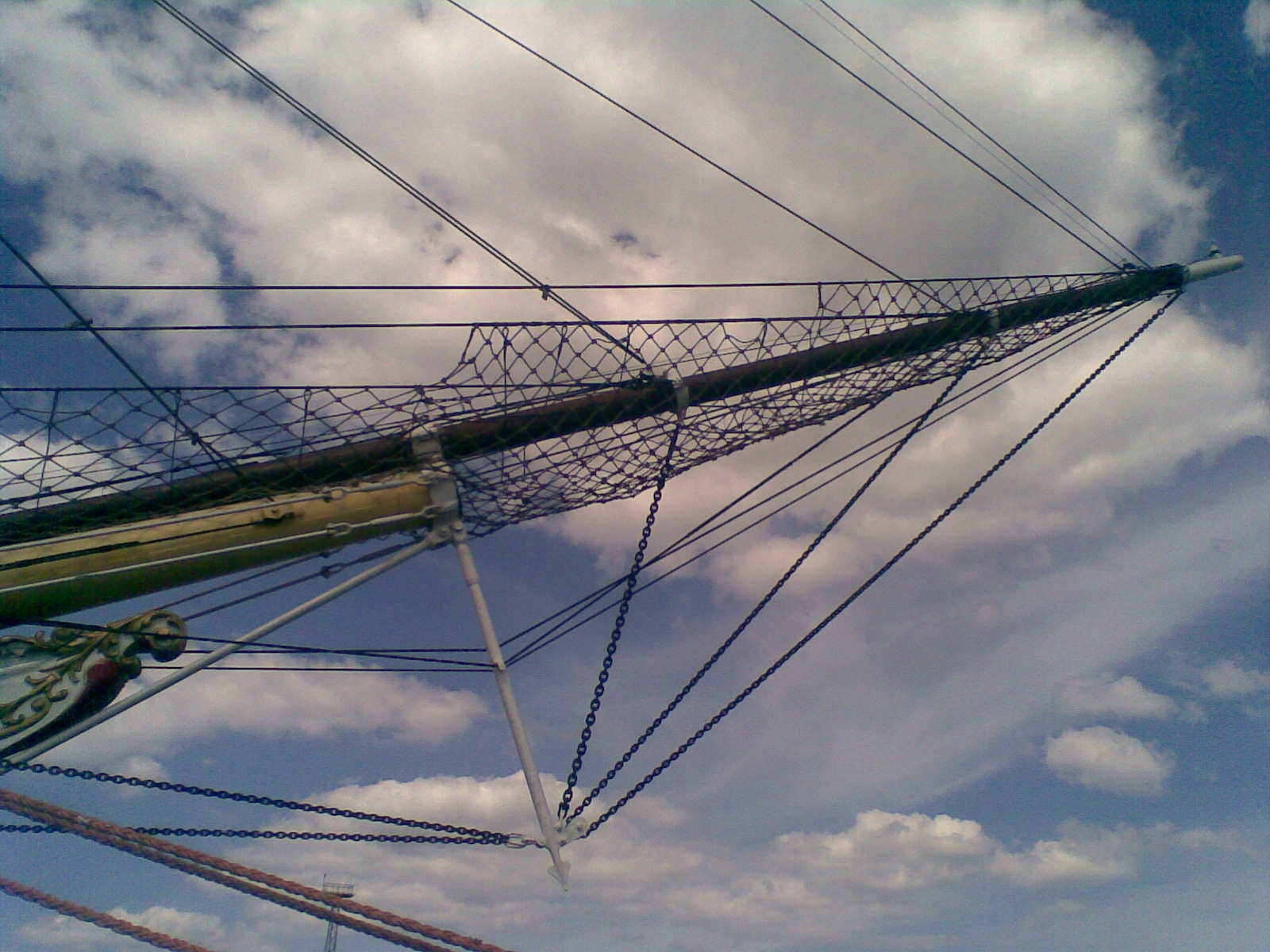
Fragata Dar Pomorza
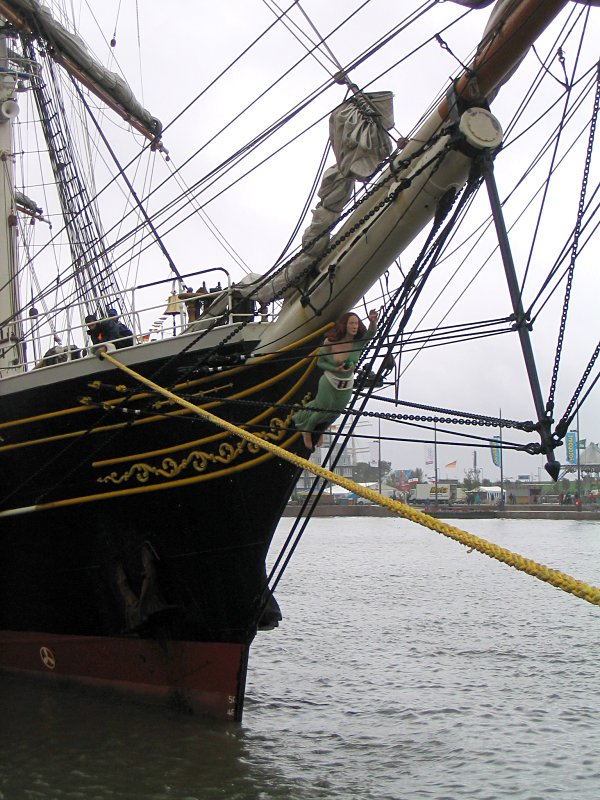
Fragata Stad Amsterdam
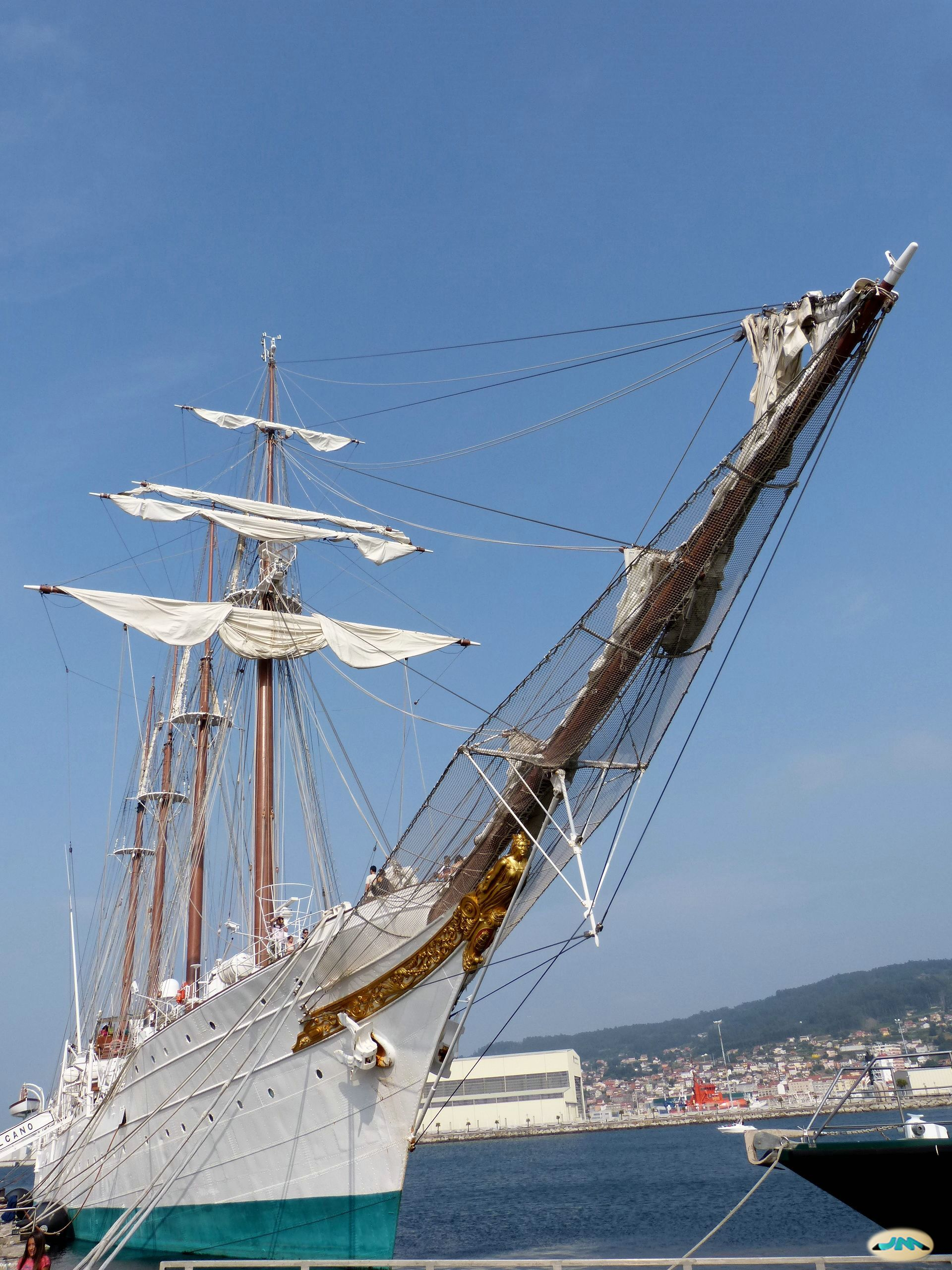
Bergantí goleta Juan Sebastian Elcano